# Lucjan Kraszewski

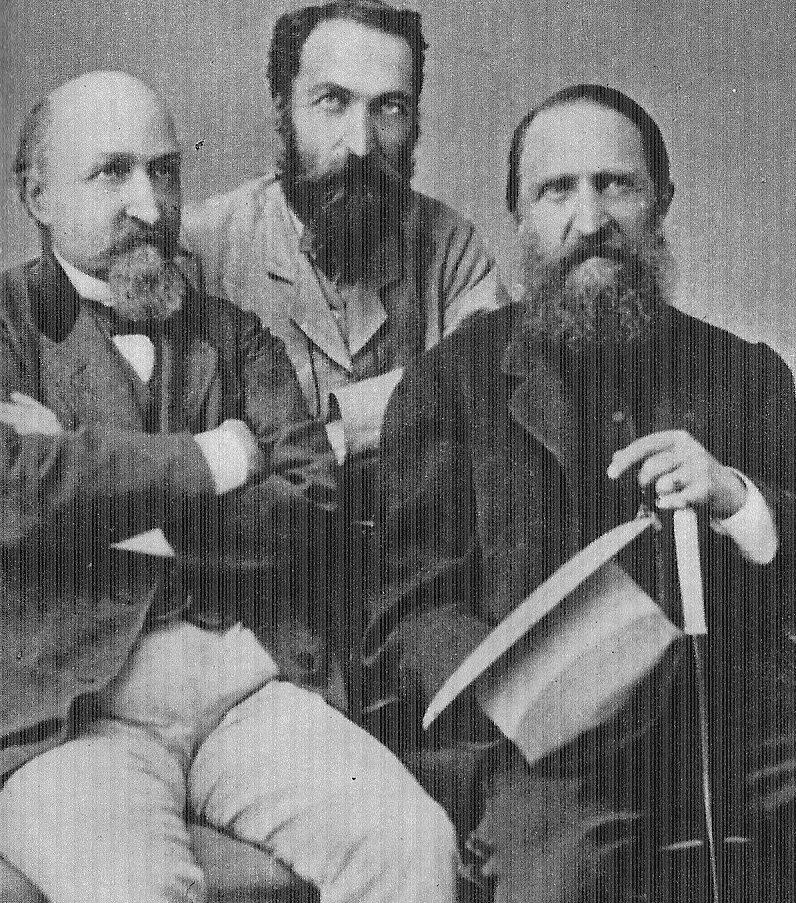
zdjęcie z braćmi z 1871

Lucjan Kraszewski (ur. 24 lipca 1820 w Prużanie, zm. 2 lutego 1892 w Honiatyczach) – polski malarz, rysownik i fotografik, jeden z prekursorów polskiej fotografii artystycznej, powstaniec.
Syn ziemian Jana i Zofii z Malskich, młodszy brat Józefa Ignacego, starszy brat Kajetana.
Ukończył gimnazjum w Świsłoczy i Uniwersytet Dorpacki. W czasie studiów przyjęty do Konwentu Polonia. Po zakończeniu nauki pędził życie ziemianina w rodzinnym majątku Dołhe w Grodzieńskiem. W czasie powstania styczniowego okazywał powstańcom szeroką pomoc, za co został zesłany do guberni permskiej. Po powrocie do kraju sprzedał rodzinny majątek, zamieszkując w Warszawie i w majątku żony, Stefanii z Sułkowskich.
Malował, szkicował i fotografował pejzaże Grodzieńszczyzny, ilustrował książki brata Józefa Ignacego. Zachował się niewielki zbiór zdjęć dworku Kraszewskich w Romanowie.
Pochowany został na cmentarzu w Wisznicach.